# 14 Days with Victor
14 Days with Victor és una pel·lícula cinematogràfica espanyola produïda per Arcadia Motion Pictures el 2010 i dirigida per Román Parrado. Ha estat doblada al català.

## Sinopsi
Víctor és un jove que lluita per sobreviure a Londres. Una trobada casual el porta fins a Martin i Anna, dos artistes que comparteixen estudi i un mateix moment vital. En Martin vol rellançar la seva carrera i, al mateix temps, viu pendent del seu germà, una ex estrella de la boxa que vol tornar als quadrilàters. L'Anna està perdent el seu pare, després d'una malaltia físicament devastadora. Malgrat la seva joventut, Víctor conduirà aquest trio cap a una situació de conseqüències imprevisibles.

## Repartiment
- Víctor - Fernando Tielve
- Mare de Víctor - Nuria Casas
- Anna - Margo Stilley
- Martin - Joe Dixon
- Stephan - Ferran Audí

## Equip tècnic
- Director: Román Parrado
- Guió: Ibon Cormenzana, Alejo Levis, Román Parrado
- Productor executiu: Ibon Cormenzana
- Director de producció: Oriol Marcos
- Director de fotografia: Xavi Camí
- Director d'art: Juanjo Gracia
- Vestuari: Mireia Buyo
- Maquillatge: Eva Ginard
- Director de càsting: Luci Lenox Direct
- So: Felip d'Aragó
- Disseny de so: Fabiola Ordoyo
- Muntatge: David Gallart
- Música: Arnau Batallé
- Produïda per Arcadia Motion Pictures i Zeus Fims AIE amb la col·laboració de ICIC - Generalitat de Catalunya i l'ICAA-Ministeri de Cultura d'Espanya

## Dades tècniques
- Format: HD - 1:1,85
- So: Dolby Digital
- Durada: 88'
- Gènere: Thriller
- Dates de rodatge: agost-setembre de 2009
- Llocs de rodatge: Londres i Barcelona
- Data d'estrena: novembre de 2010